# برايس تايلور
برايس تايلور (بالإنجليزية: Brice Taylor)‏ هو لاعب كرة قدم أمريكية أمريكي، ولد في 29 يوليو 1902 في سياتل في الولايات المتحدة، وتوفي في 18 سبتمبر 1974.